# Enrique II de Hesse
Enrique II de Hesse (en alemán: Heinrich) (1299-1376) era Landgrave de  Hesse desde 1328 hasta 1376.
Era hijo de Otón I de Hesse y Adelaida de Ravensburg. Con su esposa Isabel de Turingia, hija de Federico I de Meissen, tuvo cinco hijos:
- Otón el Joven (n. 1322, 1366)
- Adelaida de Hesse (1323/24-1370) esposa de Casimiro III de Polonia
- Isabel (n.1329-1390) esposa de Ernesto I de Brunswick-Gotinga
- Judith muerta en la niñez.
- Margarita († 1353), fue monja desde 1339 del Monasterio Haydau.

Cuando su hijo Otto murió en 1366, su sobrino Herman II, Landgrave de Hesse fue nombrado corregente. Esto provocó un conflicto y rompimiento con Otón I de Brunswick-Gotinga. Para pagar los costos del conflicto con Brunswick, Enrique estableció un impuesto sobre todos los bienes importados.